# شهرستان راجیوف
شهرستان راجیوف (به لهستانی: Radziejów County) یک شهرستان در لهستان است که در استان کویافسکو-پومورسکی واقع شده‌است.

## خصوصیات
شهرستان راجیوف ۶۰۷ کیلومترمربع مساحت و ۴۲٬۲۸۹ نفر جمعیت دارد.